# Droga krajowa nr 354 (Węgry)

Symbol drogi krajowej 354

Droga krajowa nr 354 (węg. 354-es főút) – droga krajowa we wschodnich Węgrzech. W całości przebiega w granicach Debreczyna. Stanowi łącznik drogi nr 35 z autostradą M35 (węzeł Debrecen Észak / Kishegyes). Długość - 4 km.